# Burg Grebenstein
Die Burg Grebenstein, auch Grafenstein, Greuensteyn, Grevenstein genannt, ist die Ruine einer Höhenburg oberhalb der Kernstadt von Grebenstein im Landkreis Kassel in Hessen.

## Geographische Lage
Die Burgruine steht auf dem 249 m ü. NN hohen Burgberg, einem vom Diemel-Zufluss Esse halb umflossenen Basaltkegel am Südrand von Grebenstein – rund 56 m über der Stadt.

## Geschichte
Eine geschichtlich wohl eher unbedeutende ursprüngliche Burganlage wurde bereits in der zweiten Hälfte des 11. Jahrhunderts erbaut. Ab 1266 oder bald danach erweiterte Graf Ludolf V. von Dassel die Burg zum Schutz seines umliegenden Besitzes. 1272 ist diese Burg erstmals urkundlich erwähnt – im Zusammenhang von Streitfragen zwischen dem Hochstift Paderborn und dem Landgrafen Heinrich I. von Hessen, wobei es um die Grenzregelungen der Burgen Schartenberg und Grebenstein sowie des Gerichts an der Hainbuche geht.

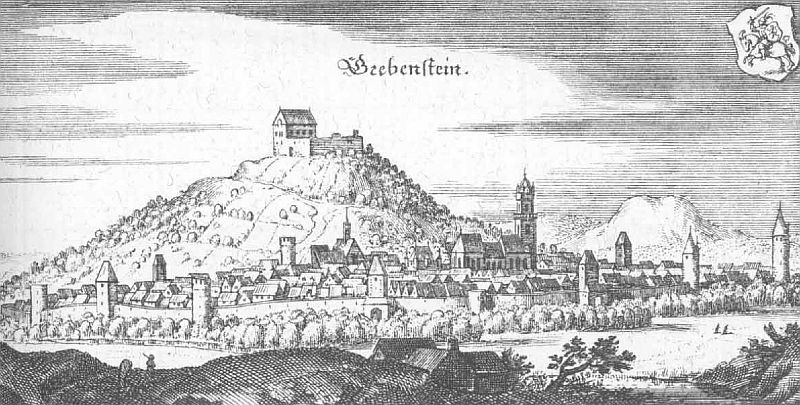
Grebenstein

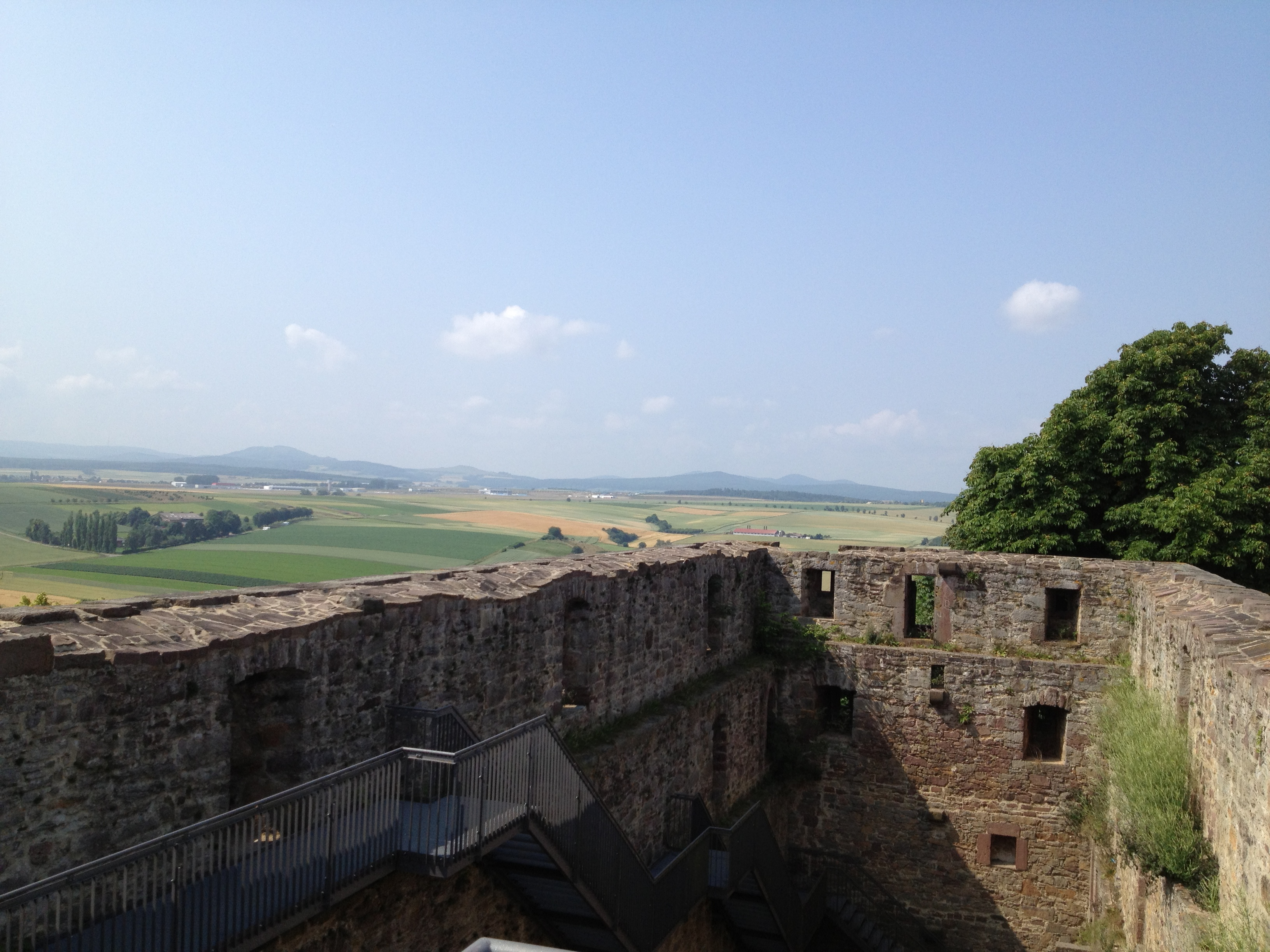
Blick in den Innenhof und in Richtung Flughafen Kassel-Calden

Durch Heirat gelangten die Burg und Stadt Grebenstein, die Mainzer Lehen waren, wohl um 1279 an Ludolfs Schwiegersohn, Otto von Everstein. Im gleichen Jahr versprach der Paderborner Bischof-Elekt Otto von Rietberg dem Mainzer Erzbischof Werner, in einem Abkommen die ehemals Dassel’schen Mainzer Lehnsburgen Schartenberg und Grebenstein betreffend, die Burg Grebenstein schleifen zu lassen. Dazu kam es jedoch nicht, da Landgraf Heinrich von Hessen die Burg offensichtlich bereits ab 1282 zumindest teilweise in Besitz hatte. Otto von Everstein selbst trat 1293 als Burgmann in die Dienste des Landgrafen und öffnete diesem alle seine Burgen, auch die zukünftig zu erwerbenden. Danach waren die hessischen Burgmannen Tammo von Alnhausen, Willekin Hase und Johann Riedesel Treuhänder auf der Burg. Am 28. August 1297 verkaufte Otto von Everstein Burg und Stadt Grebenstein mit Gericht und allem Zubehör an den Landgrafen Heinrich I. und wurde als Burgmann abgelöst. Bis 1529 wurde die Burg mit hessischen Amtmännern besetzt.
Als hessischer Posten gegenüber dem mainzischen Hofgeismar erfüllte Grebenstein zunächst eine wichtige Funktion im Diemelland, wobei allerdings die nach 1282 stark befestigte Stadt mit ihrer gegen Hofgeismar gerichteten Landwehr wichtiger war als die für militärische Zwecke weniger geeignete Burg.
Im Jahre 1328, mit dem Regierungsantritt Heinrichs II. als Landgraf von Hessen, erhielt dessen Bruder Ludwig der Junker (1305–1345) die Burg Grebenstein mit dazugehörigem Grundbesitz als Paragium. 1341 wurde sein Sohn Hermann II., späterer Landgraf von Hessen, auf der Burg geboren. Von 1349 bis 1368 war die Burg dann im Besitz von Hermann I., „dem Älteren“ († 1368/1370), einem weiteren Bruder des Landgrafen Heinrich II.
Im Jahr 1385 wurde die Burg im Verlauf einer erneuten Fehde mit den Landgrafen von Truppen des Erzbischofs Adolf I. von Mainz vergeblich belagert.
Nachdem der gesamte Mainzer Besitz zwischen Weser und Diemel auf Grund von Kriegsschulden aus der Mainzer Stiftsfehde (1461–1463) an Landgraf Ludwig verpfändet worden war und in der Folge endgültig in hessischen Besitz überging, verlor die Burg ihre strategische Bedeutung. Schon 1471 war wohl nur noch ein Schreiber auf der Burg wohnhaft. Seit etwa 1540 war sie wohl nicht mehr bewohnt und diente stattdessen als Erntespeicher.
Im Dreißigjährigen Krieg wurden Burg und Stadt Grebenstein im Jahre 1631 zerstört. Danach nutzten die Stadtbewohner die Burgruine als Steinbruch beim Wiederaufbau der Stadt und überließen den Rest dem Verfall. Erst zu Ende des 20. Jahrhunderts wurden die Ruinen baulich gesichert.

## Anlage
Die Burgruine Grebenstein wird dominiert durch den 37 Meter langen und 12 Meter breiten Palas, dessen Außenmauern fast völlig erhalten sind und noch heute eine Höhe von über 13 Metern erreichen. Der Palas hatte ein Kellergeschoss und drei Obergeschosse. Geblieben sind auch Reste von Erkern und Kaminen, die Küche im Kellergeschoss sowie die ehemalige Kemenate (Frauengemach). Im ersten Stock hat die Mauer eine Stärke von fast 3 Metern. Die Anlage ist von einem noch teilweise erhaltenen Burggraben umgeben, aber die Ausmaße der Vorburg und der Gräben sind nur noch erahnbar. Die restaurierten Anlagen sind heute frei zugänglich und können jederzeit besichtigt werden.
Nach dem Aufstieg zum „Burgberg“ über einen der Denklehrpfade kann heute über eine Stahltreppe eine Aussichtsplattform auf dem oberen Mauerwerk der Burgruine erklommen werden. Von hier bietet sich ein Überblick über die historische Altstadt von Grebenstein sowie unter anderem zum Habichtswald und bis hin zum Reinhardswald.
Unterhalb der Burg liegt ein kleiner jüdischer Friedhof.

## Amtmänner
Urkundlich bezeugte Amtmänner waren u. a.:
- 1336 Ludwig von Grebenstein
- 1339 Johann von Schachten
- um 1350 Hermann von Uffeln
- 1355 Willekin Hase der Ältere
- 1375 Friedrich II. von Hertingshausen, Ditmar von Hanstein
- 1383 Dietrich von Schachten (?)
- 1385–1399 Mainzische Interimsverwaltung – Konrad von Spiegel zum Desenberg
- 1414 Friedrich III. von Hertingshausen
- 1417 Johann von Wolmeringhausen, genannt der Kühne
- 1421, 1426, 1436 Eckebrecht von Schachten
- 1426 Heinrich Hase
- 1428 Werner von Uffeln
- 1455-vor 1466 Eckebrecht von Schachten
- 1472–1482 Werner von Elben
- 1485–1487, 1496–1498 Dietrich von Schachten
- 1493–1494 Friedrich Trott der Jüngere
- 1498 Eberhard Hake
- 1499–1514 Dietrich von Schachten der Jüngere
- 1528, 1530 Jorg von Schachten
- 1529 Heiderich von Kalenberg